# Kosaka
Le bourg de Kosaka (小坂町, Kosaka-machi) est un bourg du district de Kazuno, dans la préfecture d'Akita, au Japon.

## Géographie

### Démographie
Au 1er septembre 2015, la population s'élevait à 5 540 habitants répartis sur une superficie de 201,95 km2.

## Culture

### Lieux remarquables
Le village de Kosaka est membre de l'association Les Plus Beaux Villages du Japon depuis 2009.